# شپنوپت یکم
شپنوپت یکم (انگلیسی: Shepenupet I) ملکه و همسر خدای آمون در دوران حکمرانی دودمان بیست و سوم مصر بود.
او نخستین همسر «موروثی» خدای آمون یا نیایشگر مقدس آمون بود که قدرت سیاسی را در تِبِس باستان و منطقه اطراف آن به دست آورد. او اولین کسی بود که مناصب سلطنتی کامل را با نام‌هایی در دو کارتوش به عهده گرفت (نام اصلی او «خینیمیتب‌آمون» به معنای «کسی است که با قلب آمون یکی است») و اگرچه جانشینان او از او الهام گرفتند، اما او تنها کسی بود که همچنین عناوین سلطنتی «ارباب دو سرزمین» و «ارباب ظواهر» را یدک می‌کشید همچنین تنها کسی که نام تاج و تختش به آمون اشاره دارد نه به همسرش موت.

او دختر اوسرکون سوم سوم و ملکه کارودجیت و خواهرناتنی تاکلوت سوم و رودآمون بود. او در تمام دوران سلطنت پدرش «همسر خدا» بود. هنگامی که کاشتا پادشاه کوشی، نفوذ خود را به منطقه تِبِس گسترش داد، شپنوپت یکم ناچار شد دختر کاشتا، امانی‌ریدیس یکم را به عنوان جانشین خود بپذیرد و او را به عنوان وارث برگزیده خود معرفی کند. شپنوپت یکم و امانی‌ریدیس یکم با هم در وادی جواسیس به تصویر کشیده شده‌اند.
این‌طور به نظر می‌رسد که شپنوپت یکم تا زمان سلطنت شبیتکو زنده مانده است، زیرا او بر روی بخشی از دیوار «معبد جی» که در زمان این پادشاه نوبی طراحی و تزئین شده بود، به تصویر کشیده شده است.